# NGC 6874
NGC 6874 is een open sterrenhoop in het sterrenbeeld Zwaan. Het hemelobject werd op 15 september 1792 ontdekt door de Duits-Britse astronoom William Herschel.